# Phare de Varnes

Le phare de Varnes (en norvégien : Varnes fyr)  est un phare côtier situé sur le côté sud de l'entrée du Listafjorden (en), près de la ville de Farsund, en mer du Nord. Il est géré par l'administration côtière norvégienne (en norvégien : Kystverket). Il est situé à environ 10 km au nord du phare de Lista.

## Historique
Un phare a été établi en 1836, en même temps que le premier phare de Lista. Le gardien de phare de Lista était obligé de garder un gardien de phare pour surveiller Varnes. Cet arrangement cessa en 1879. Sur place se trouvaient un bâtiment en bois avec des dépendances et un hangar à bateaux. Le phare a été dépeuplé et automatisé en 1950, et un nouveau phare a été construit à la place.
Le phare actuel est une tour pyramidale blanche au toit rouge de 6,50 mètres de haut avec lanterne et galerie construite à côté des ruines du phare d'origine. La lumière se trouve à une altitude de 30 mètres et émet un éclat de lumière blanche, rouge et verte selon diverses directions de deux secondes toutes les dix secondes. La lumière peut être vue dans toutes les directions jusqu'à 9 milles marins .

## Caractéristiques dufeu maritime
Fréquence : 10 secondes (W-R-G)
- Lumière : 2 secondes
- Obscurité : 8 secondes

Identifiant : ARLHS : NOR-269 ; NF-087300 - Amirauté : B3118 - NGA : 1812.

### Galerie

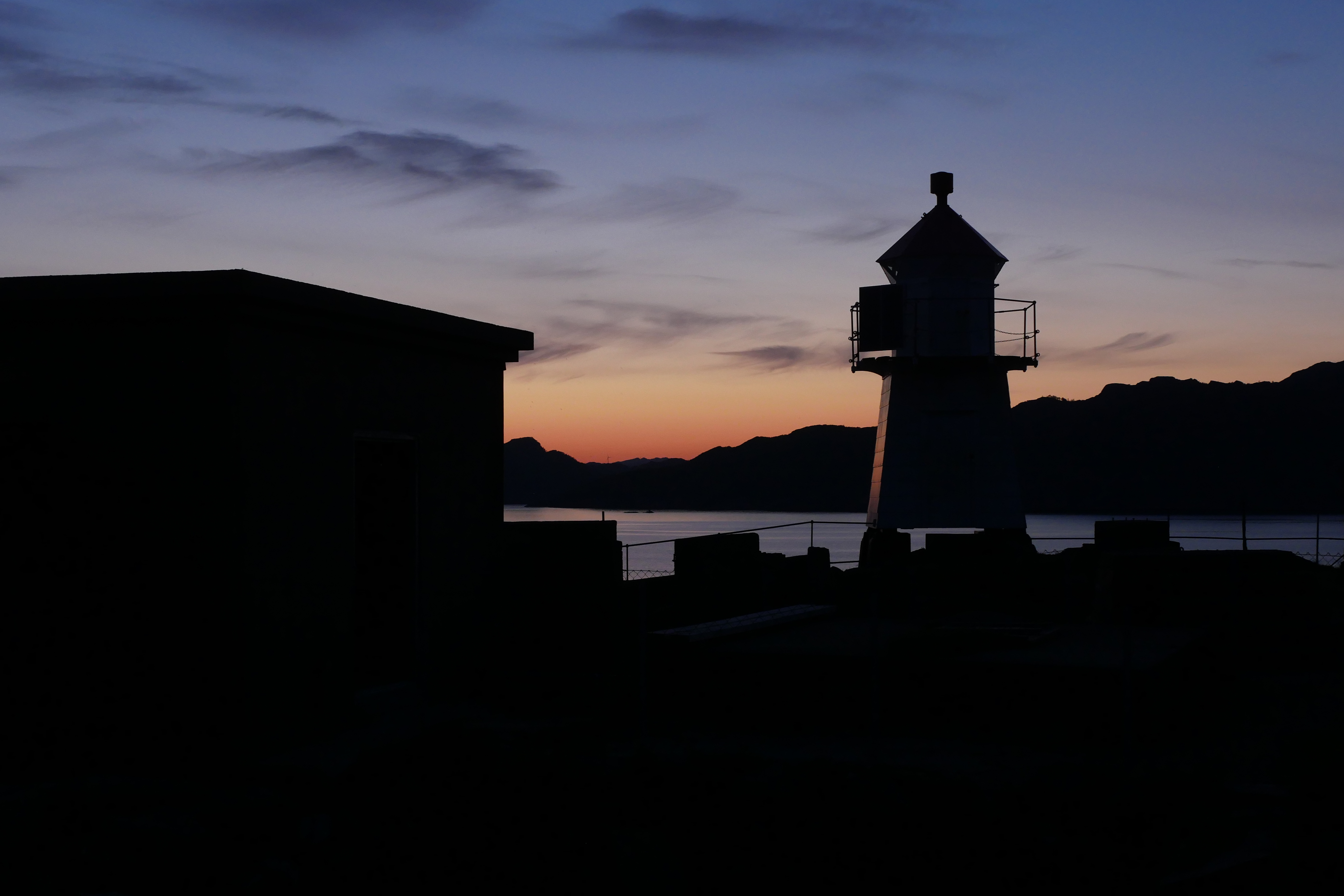
Le phareactuel

### Lien connexe
- Liste des phares de Norvège